# برستبوري (تشيشير)
برستبوري (بالإنجليزية: Prestbury, Cheshire)‏ هي قرية وأبرشية مدنية تقع في المملكة المتحدة في إنجلترا. يقدر عدد سكانها بـ 3,324 نسمة .

## أعلام
- يان ليفينغستون
- بيتر ميلور
- لورد تيم هدسون
- مالكوم فيليبس
- بوبي سميث